# Dystopia (Iced Earth)
Dystopia è il decimo album da studio dalla Heavy Metal band statunitense Iced Earth.
L'album è stato pubblicato il 17 ottobre 2011, è il primo album con il nuovo cantante Stu Block, che sostituisce Matt Barlow che ha lasciato il gruppo per la seconda volta.

## Tracce
1. Dystopia - 5:49
2. Anthem - 4:54
3. Boiling Point - 2:46
4. Anguish of Youth - 4:41
5. V - 3:39
6. Dark City - 5:42
7. Equilibrium - 4:30
8. Days of Rage - 2:17
9. End of Innocence - 4:07
10. Tragedy and Triumph - 7:44

### Bonus track
1. The Mob Rules (Black Sabbath cover) - 4:19
2. The Trooper (Iron Maiden cover) - 4:19

### Limited edition
1. Dystopia - 5:49
2. Anthem - 4:54
3. Boiling Point - 2:46
4. Anguish of Youth - 4:41
5. V - 3:39
6. Dark City - 5:42
7. Equilibrium - 4:30
8. Days of Rage - 2:17
9. End of Innocence - 4:07
10. Soylent Green - 4:20
11. Iron Will - 4:15
12. Tragedy and Triumph - 8:23
13. Anthem (remix) - 4:54

## Formazione
- Jon Schaffer - chitarra, voce
- Stu Block - voce
- Troy Seele - chitarra
- Freddie Vidales - basso, voce
- Brent Smedley - batteria

## Curiosità
- Il brano Soylent Green, contenuto nella limited edition, è una citazione del film 2022: i sopravvissuti, tratto dal romanzo Largo! Largo! di Harry Harrison.